# Gary Ervin
Gary Ervin (Brooklyn, 9 agosto 1983) è un ex cestista statunitense, professionista nella D-Legaue, in Europa, Sudamerica e Australia..